# Fabian Frei
Fabian Frei (Frauenfeld, 8 de enero de 1989) es un exfutbolista suizo que jugaba de centrocampista.

## Trayectoria
Se formó en las divisiones menores del FC Winterthur. Posteriormente pasó al F. C. Basilea, donde jugó en la categoría sub-21 entre 2005 y 2007. En ese año comenzó a jugar en el primer equipo. Su gran momento fue cuando ganaron la Copa de Suiza en 2008. En julio de 2009 fue cedido a préstamo al St. Gallen, donde se mantuvo por dos años. Regresó a F. C. Basilea para la temporada 2011/12. Sus buenas actuaciones en la Superliga Suiza y la Liga de Campeones de la UEFA han llevado a numerosos clubes a que se interesen en él, entre ellos el Manchester United F. C. y el Arsenal F. C., también el Bayern de Múnich y la A. S. Roma.

## Selección nacional
Debutó con la selección de fútbol de Suiza en 2011 jugando contra Inglaterra, ingresando los últimos tres minutos de descuento del partido que quedaría empatado 2-2.
En julio de 2012 fue incluido en la lista de 18 jugadores que representaron a Suiza en el Torneo de Fútbol Masculino de los Juegos Olímpicos de Londres 2012.

### Participaciones en Copas del Mundo
| Mundial      | Sede  | Resultado        | Partidos | Goles |
| ------------ | ----- | ---------------- | -------- | ----- |
| Mundial 2022 | Catar | Octavos de final | 2        | 0     |

## Clubes
| Club                      | País     | Año       |
| ------------------------- | -------- | --------- |
| F. C. Basilea             | Suiza    | 2007-2015 |
| F. C. St. Gallen (cedido) | Suiza    | 2009-2011 |
| 1. FSV Maguncia 05        | Alemania | 2015-2018 |
| F. C. Basilea             | Suiza    | 2018-2024 |
| F. C. Winterthur          | Suiza    | 2024-2025 |

## Palmarés

### Títulos nacionales
| Título             | Club          | País  | Año     |
| ------------------ | ------------- | ----- | ------- |
| Superliga de Suiza | F. C. Basilea | Suiza | 2007-08 |
| Copa de Suiza      | F. C. Basilea | Suiza | 2007-08 |
| Superliga de Suiza | F. C. Basilea | Suiza | 2011-12 |
| Copa de Suiza      | F. C. Basilea | Suiza | 2011-12 |
| Superliga de Suiza | F. C. Basilea | Suiza | 2012-13 |
| Superliga de Suiza | F. C. Basilea | Suiza | 2013-14 |
| Superliga de Suiza | F. C. Basilea | Suiza | 2014-15 |
| Copa de Suiza      | F. C. Basilea | Suiza | 2018-19 |